# 1210-es évek
Évszázadok: 12. század · 13. század · 14. század
Évtizedek: 1160-as évek · 1170-es évek · 1180-as évek · 1190-es évek · 1200-as évek · 1210-es évek · 1220-as évek · 1230-as évek · 1240-es évek · 1250-es évek · 1260-as évek
Évek: 1210 · 1211 · 1212 · 1213 · 1214 · 1215 · 1216 · 1217 · 1218 · 1219

## Események
- 1211 – Balatonfüred első írásos említése
- 1212 – A gyermekek keresztes hadjárata
- 1212 – A keresztesek kiszorítják a muzulmánokat Spanyolország északi részéből
- 1213 – Meggyilkolják Gertrudis királynét, II. András király feleségét;
- 1213 – Dzsingisz kán eljut a kínai nagy falig

## Születések
- 1210. – Birger jarl svéd államférfi

## Halálozások
- 1213 – Gertrudis királyné, II. András király felesége (*1185)

## A világ vezetői
- II. András magyar király (Magyar Királyság) (1205–1235† )